# Neil R. Jones
Neil Ronald Jones (29 de maio de 1909, Nova York — 15 de fevereiro de 1988) foi um funcionário público e escritor estadunidense de ficção científica. Nada prolífico e pouco lembrado hoje, Jones foi inovador em suas histórias. Seu primeiro conto, "The Death's Head Meteor", publicado em 1930 na Air Wonder Stories, registra o primeiro uso da palavra "astronauta". Ele também foi pioneiro no uso de personagens ciborgues e robots, e é considerado o inspirador da moderna ideia da criônica. A maior parte de suas histórias se encaixam numa "história futura" como as de Robert A. Heinlein ou Cordwainer Smith, bem antes de qualquer um deles utilizar esta convenção. O autor influenciou o escritor Isaac Asimov em sua famosa Série Robô.

## Obras

### SérieProfessor Jameson

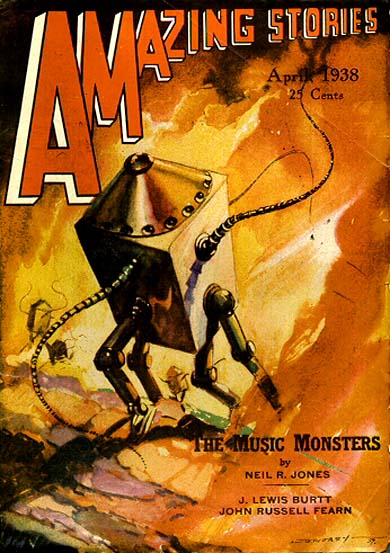
"The Music-Monsters" foi a última história da série "Professor Jameson", publicada na revista pulp Amazing Stories, capa da edição de abril 1938.

- The Planet of the Double Sun (1967)
- The Sunless World (1967)
- Space War (1967)
- Twin Worlds (1967)
- Doomsday on Ajiat (1968)